# 江佩莹
江佩瑩（1985年8月24日—），馬來西亞華人客家人，出生於怡保。曾獲得2005年馬來西亞華裔小姐冠軍，2006年國際華裔小姐競選季軍，當時參賽編號為9號。

## 外部連結
- 江佩莹的Instagram帳戶
- 2006年國際華裔小姐官方網頁：江佩瑩個人資料
- 馬來西亞星洲日報 （页面存档备份，存于）
- 馬來西亞星洲日報訪問 （页面存档备份，存于）

| 前任： 陳影雯 | Astro國際華裔小姐競選冠軍 2005年 | 繼任： 林秀婷 |